# Гуменка
Гуменка — река в России, протекает по Краснослободскому району Мордовии. Устье реки находится в 351 км от устья Мокши по левому берегу. Длина реки составляет 17 км, площадь водосборного бассейна — 105 км². В 1,1 км от устья принимает слева реку Жабка.
Река начинается из родника на окраине леса Гуменская Дача западнее села Кользиваново в 13 км к юго-западу от центра города Краснослободск. Река течёт на северо-восток, протекает село Гумны и впадает в Мокшу на южных окраинах Краснослободска.

## Данные водного реестра
По данным государственного водного реестра России относится к Окскому бассейновому округу, водохозяйственный участок реки — Мокша от истока до водомерного поста города Темников, речной подбассейн реки — Мокша. Речной бассейн реки — Ока.
Код объекта в государственном водном реестре — 09010200112110000027605.